# King of Anything
«King of Anything» — первый сингл американской поп-певицы Сары Бареллис с её третьего студийного альбома Kaleidoscope Heart 2010 года. Песня номинирована на премию «Грэмми» 2011 года в категории Лучшее женское вокальное поп-исполнение.

## Информация о песне
По словам певицы, «King of Anything» — песня из разряда «мне всё равно, что вы думаете», — «в моей жизни приходится получать намного больше непрошенных советов, чем я успеваю замечать, эта песня о том, как я поступаю с ними. Меня вдохновляло превращение этого замешательства в музыку, особенно в песню, которая даже звучит совсем не агрессивно…».
Сингл «King of Anything» появился в радиоэфире США 10 мая 2010 и вышел в продажу 22 июня 2010 года. Видеоклип вышел 29 июня 2010.

## Позиции в чартах
5 июля 2010 года песня дебютировала на 59 месте чарта Billboard Hot 100 и в итоге добралась до 32 позиции. Сингл «King of Anything» получил статус Золотого в США, где было продано более 500.000 его копий.
| Чарт (2010)                  | Лучший результат |
| ---------------------------- | ---------------- |
| New Zealand Singles Chart    | 38               |
| Billboard Hot 100            | 32               |
| Billboard Adult Pop Songs    | 4                |
| Billboard Adult Contemporary | 11               |
| Billboard Rock Songs         | 48               |
| Canadian Hot 100             | 94               |

Сертификации
| Страна   | Статус  |
| -------- | ------- |
| США RIAA | Золотой |